# 山城屋 (百貨店)
山城屋百貨店（やましろやひゃっかてん）は、1934年（昭和9年）から2001年（平成13年）3月まで、福岡県北九州市門司区門司港・栄町地区にあった日本の百貨店である。

## 歴史・概要
1896年（明治29年）2月、大阪で食品販売代理店として創業したのが、山城屋の始まりである。
国産第1号のウスターソースを開発した山城屋（後のイカリソース）の門司支店が、経営難に陥っていた平井屋を1934年（昭和9年）末に買収して山城屋百貨店を開業した。
国際貿易港として栄えた門司港の中心商店街の栄町地区(現在の門司港レトロ地区)の繁栄を象徴する北九州最古の百貨店として営業していた。
また、日中戦争のさなかには他の大手百貨店と共に、中国に進出。1939年（昭和14年）に上海に支店として食料品店を出店していた。
しかし、門司港の衰退や小倉北区への商業機能の集中化によって地区全体が没落した影響で業績が悪化し、1994年（平成6年）には和議を申請して再建を図ったが成功せず、2001年（平成13年）3月末に閉店し、その歴史に終止符を打った。
門司港レトロ地区にある跡地は西日本鉄道が買収し、1階が商業施設となったマンション「サンリヤン門司港」を建設した。